# Mohamed Rizk
Mohamed Rizk (tiếng Ả Rập: محمد رزق; sinh ngày 25 tháng 1 năm 1988) là một cầu thủ bóng đá người Ai Cập thi đấu ở vị trí tiền vệ tấn công cho El-Geish ở Giải bóng đá ngoại hạng Ai Cập theo dạng cho mượn từ Al Ahly.